# Christian Bär
Christian Bär  (Kaiserslautern, 17 de setembro de 1962) é um matemático alemão, que trabalha com análise matemática (global), geometria diferencial e aplicações na física matemática.
Bär obteve um doutorado em 1991 na Universidade de Bonn, orientado por Hans Werner Ballmann, com a tese Das Spektrum von Dirac-Operatoren. Obteve a habilitação em 1993 (Elliptische Operatoren und Darstellungstheorie kompakter Gruppen). Bär foi a partir de 1994 professor na Universidade de Freiburgo, de 1999 a 2003 foi professor na Universidade de Hamburgo, sendo desde 2004 professor de geometria na Universidade de Potsdam.
Foi de 2011 a 2012 presidente da Associação dos Matemáticos da Alemanha.

## Obras
- Elementare Differentialgeometrie. de Gruyter 2002, tradução para o inglês Cambridge University Press 2010
- com Klaus Fredenhagen (Eds.): Quantum field theory on curved spacetimes. Springer, Lecturenotes in Physics 786, 2009 (onde consta com Christian Becker: C* algebras)
- com Christoph Stephan: Das Yang-Mills-Problem, die mathematische Zähmung des Standardmodells. Spektrum der Wissenschaft, Maio de 2009, p. 55
- com Nicolas Ginoux, Frank Pfäffle: Wave equations on Lorentzian Manifolds and Quantization. ESI Lectures in Mathematics and Physics 2007, Online
- com Joachim Lohkamp, Matthias Schwarz (Eds.): Global differential geometry. Springer Verlag 2012 (onde consta por Bär, Nicolas Ginoux: Classical and quantum fields on Lorentzian manifolds)